# Palácio Hotel do Buçaco

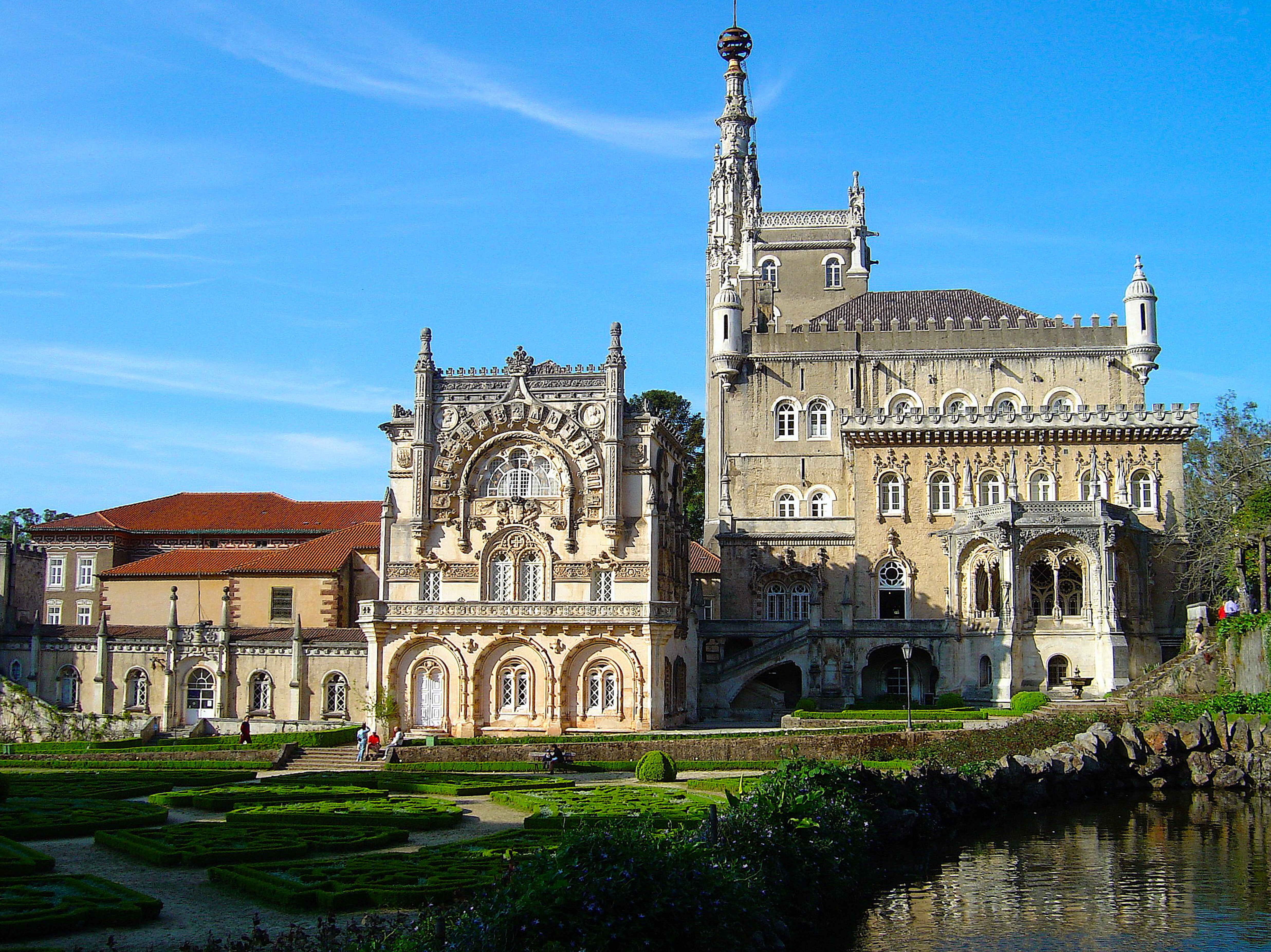
Luso (Portogallo): il Palácio Hotel do Buçaco

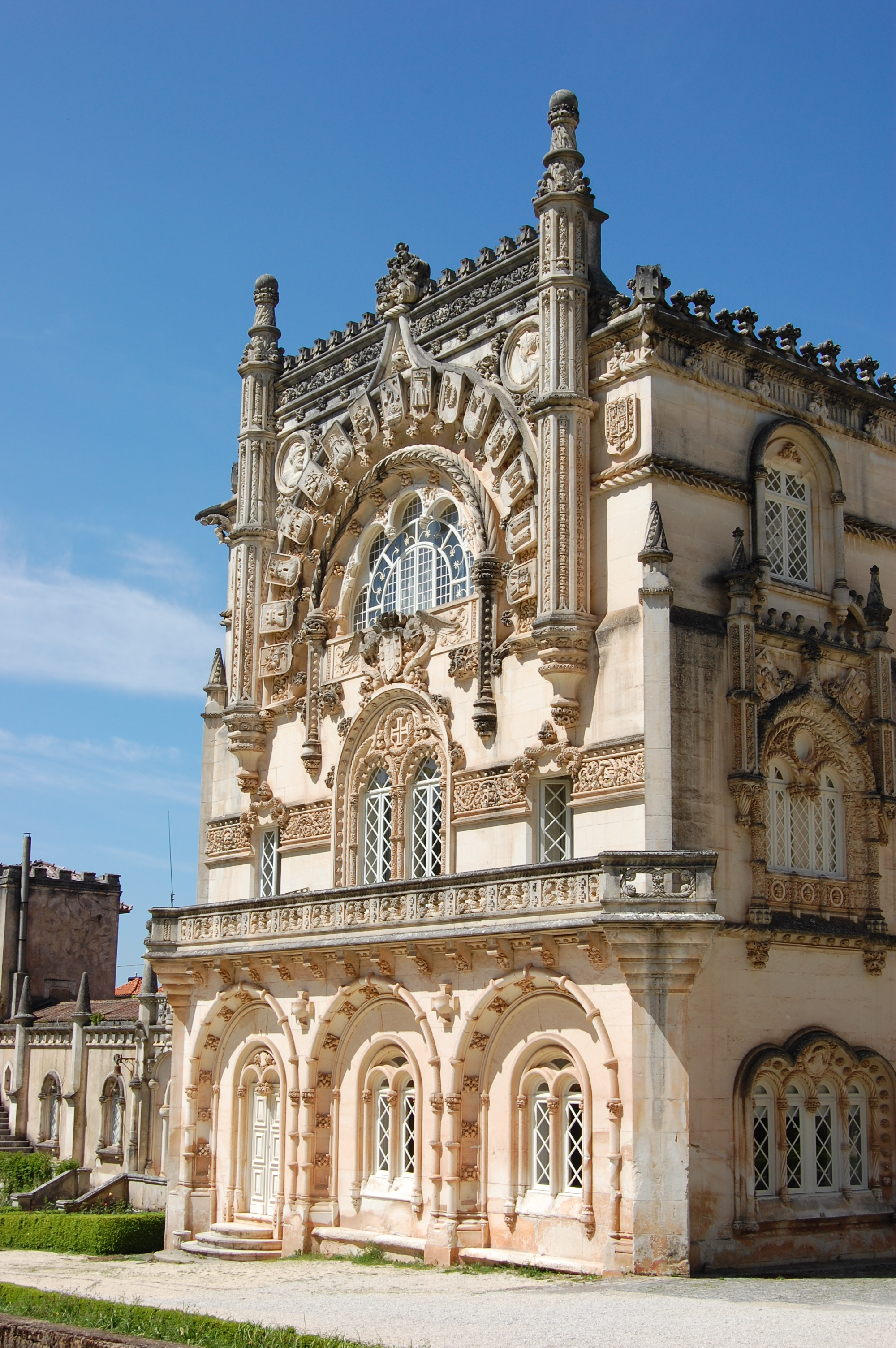
La torre della facciata principale

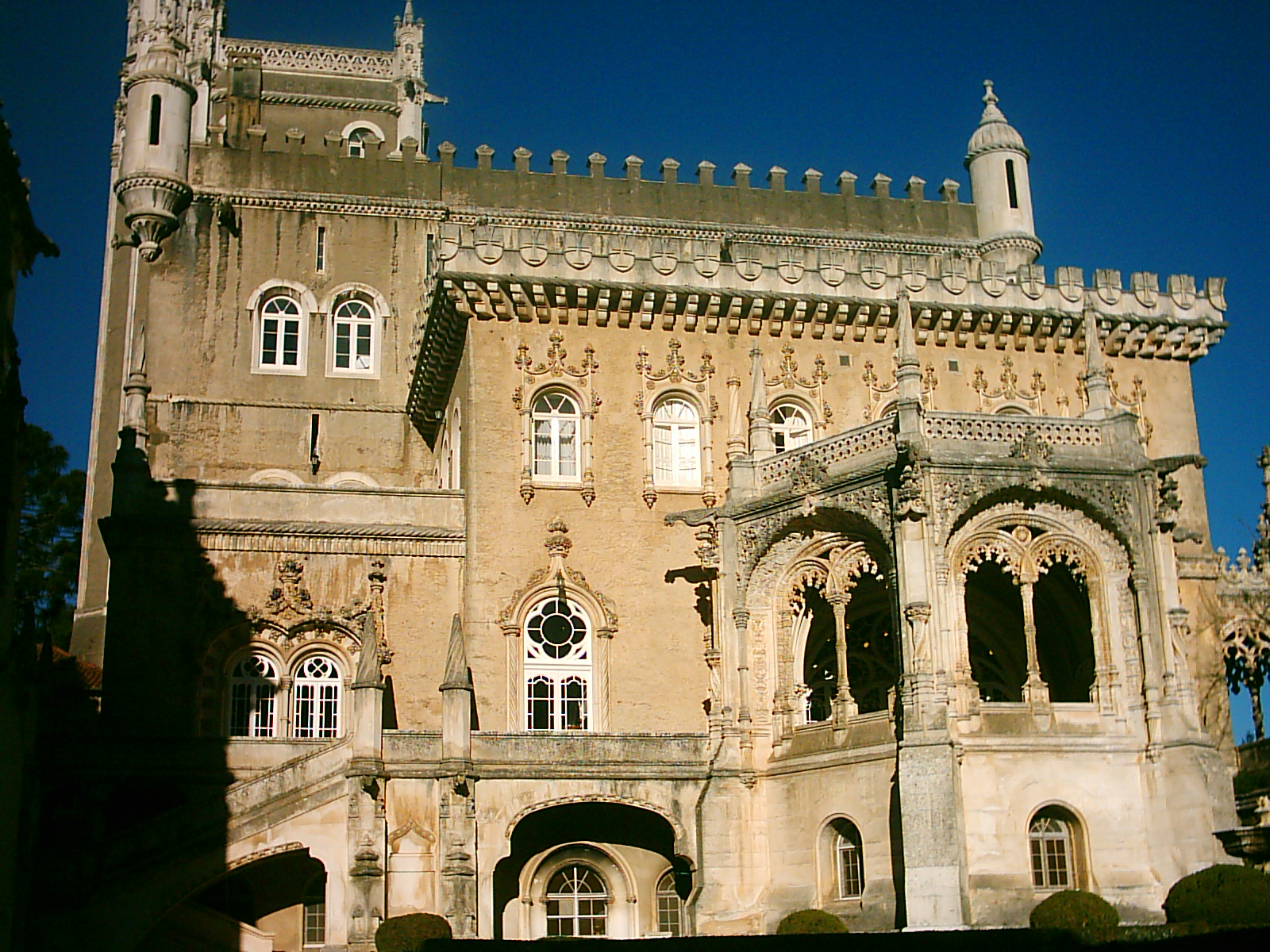
Una facciata dell'edificio

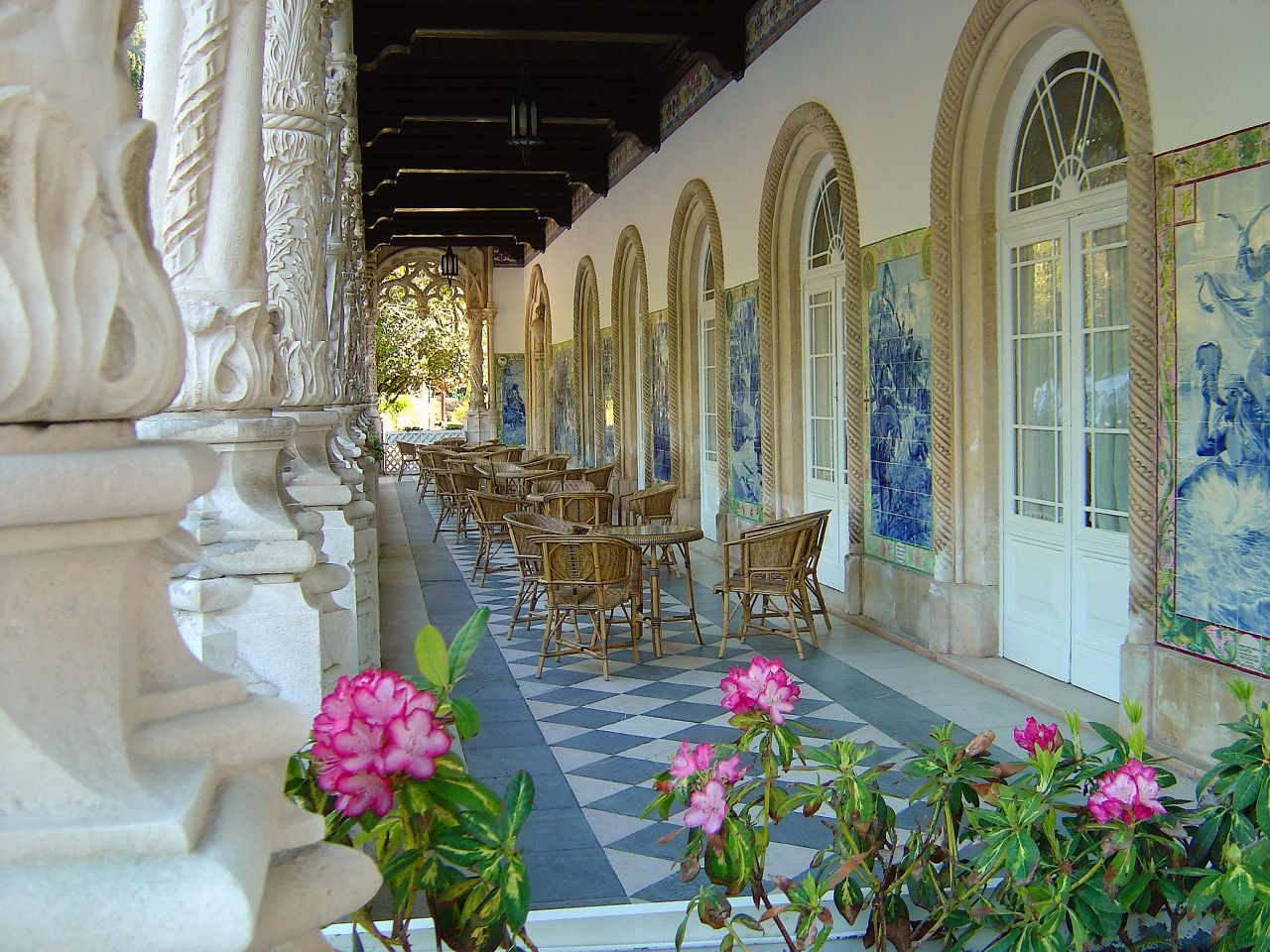
Una sala dell'hotel

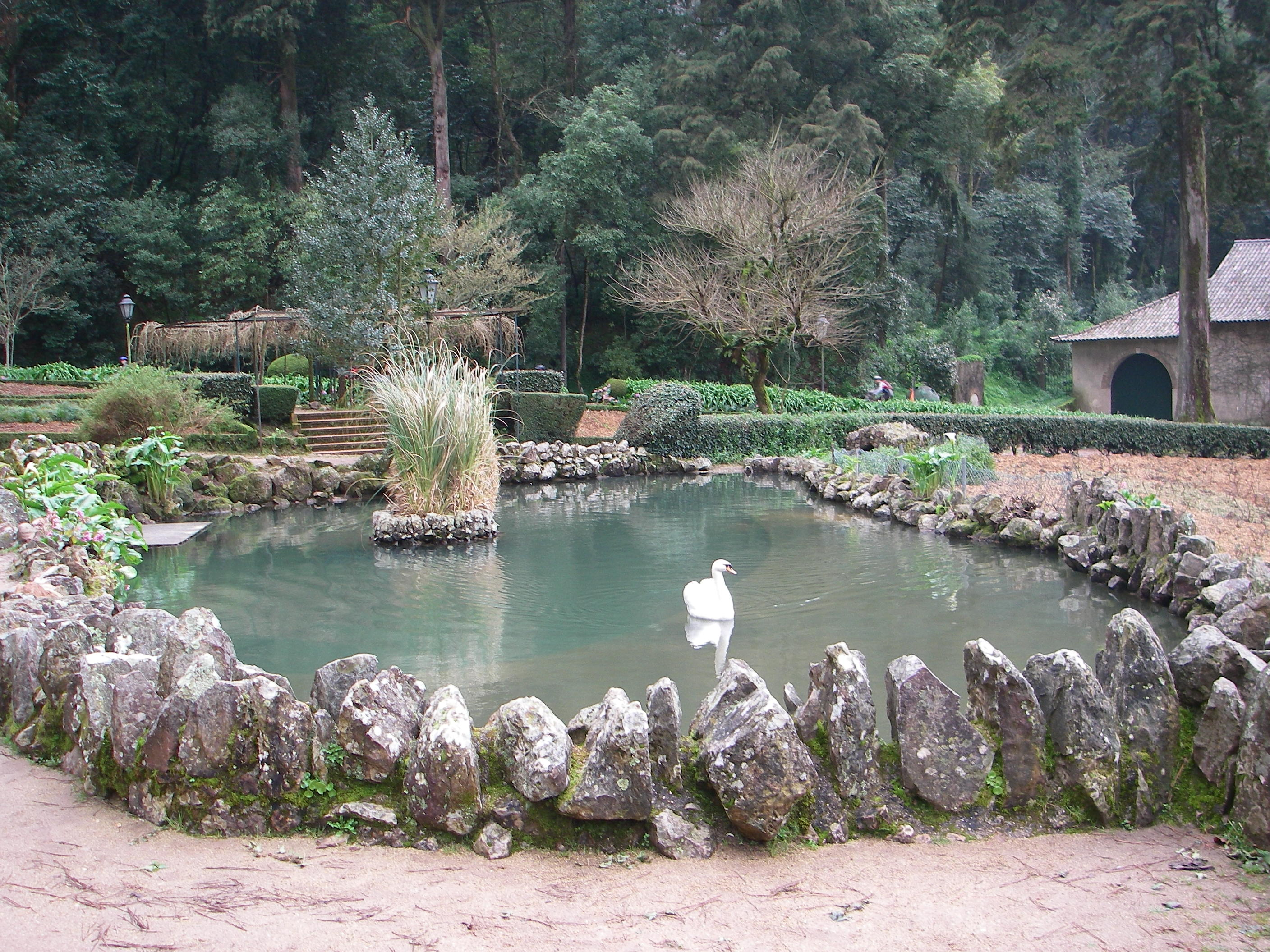
Uno dei giardini che circondano il palazzo

Il Palácio Hotel do Buçaco (o Bussaco, secondo la vecchia ortografia) è un'ex-residenza reale, in seguito trasformata in hotel di lusso, posta nella freguesia di Luso (comune di Mealhada), nella Serra do Buçaco, nel distretto di Aveiro), costruita tra il 1888 e il 1907 su progetto dell'architetto italiano Luigi Manini e per volere di re Carlo. È ora annoverato tra gli hotel più storici del mondo e tra uno degli hotel più antichi d'Europa.

## Descrizione
Il palazzo è stato realizzato secondo lo stile tipico dell'architettura neomanuelina.
L'edificio è decorato con pitture murali e azulejos realizzate da vari artisti, quali Jorge Colaço. Uno di questi dipinti, situato nell'atrio, raffigura la battaglia del Buçaco.
|  |

Vi si trovano inoltre sculture realizzate António Gonçalves e da Costa Motta Sobrinho, affreschi di António Ramalho e dipinti di Carlos Reis.

## Storia
Re Carlo commissionò la costruzione del palazzo a Luigi Manini, già autore del Teatro Nacional de São Carlos, nel 1888,
Il palazzo fu realizzato nel luogo dove anticamente sorgeva un monastero, il Mosteiro dos Carmelitas.
La costruzione fu completata nel 1907, ovvero soltanto tre anni prima della caduta della monarchia. Lo stesso re Carlo morì prima che l'opera fosse portata a termine.
Il successore di re Carlo, il figlio Manuel II, si intrattenne soltanto in rare occasioni nel palazzo, fino a quando, nel 1910, non fu costretto all'esilio. Si racconta che a Buçaco Manuel intrattenesse degli incontri amorosi con l'attrice francese Gaby Deslys.
In seguito, l'edificio fu trasformato in un albergo di lusso, frequentato dall'alta società.
Nel corso della seconda guerra mondiale pare che nell'albergo abbiano soggiornato anche varie spie.
Nel 1966, l'edificio fu classificato dal governo portoghese come immobile di interesse pubblico.